# Shelter (militair)

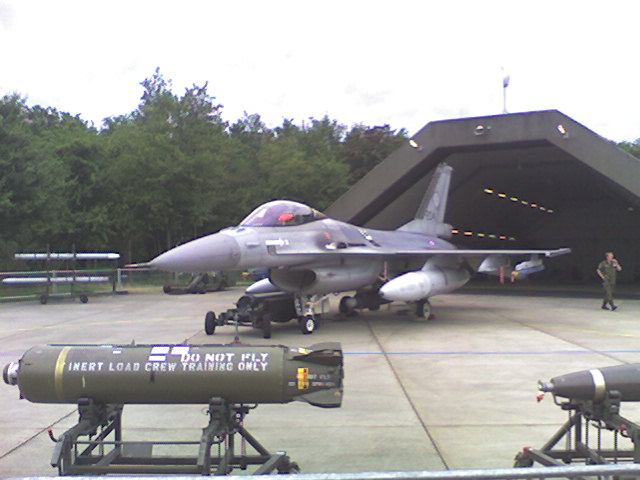
Nederlandse F-16 geparkeerd voor haar shelter.

Een shelter (ook Hardened Aircraft Shelter, HAS) is een onderkomen voor vliegtuigen. Het bouwwerk - al dan niet van tijdelijke aard - biedt plaats aan één vliegtuig.
Shelters zijn verspreid te vinden over vliegbases. In geval van een dreiging wordt zo voorkomen dat meerdere toestellen tegelijkertijd uitgeschakeld zouden kunnen worden. De shelters staan vaak dicht bij de startbaan waardoor de hierin gehuisveste vliegtuigen snel de lucht in kunnen.

## Ontwikkeling

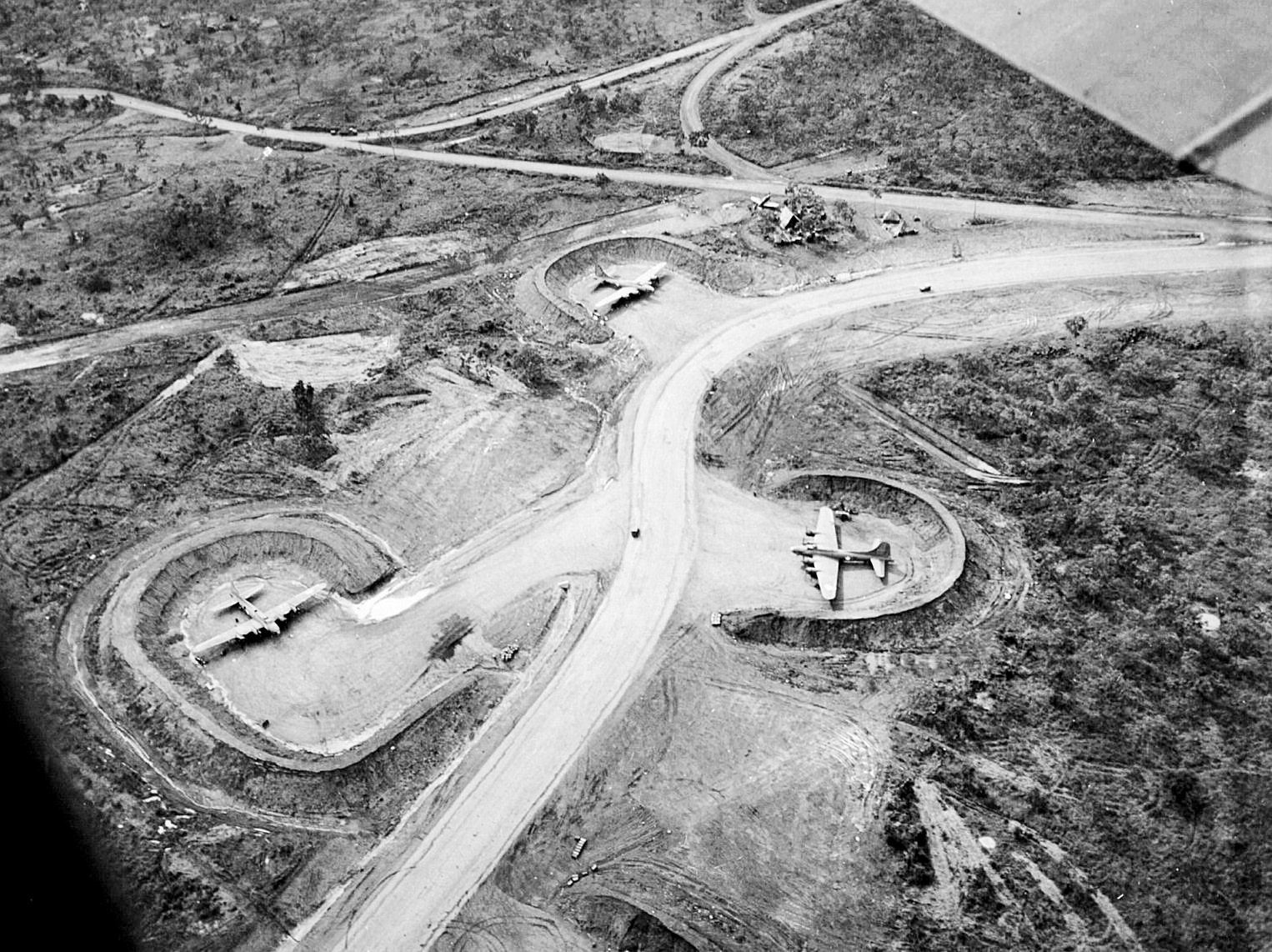
B-17 bommenwerpers omgeven door zandlichamen op Nieuw-Guinea.

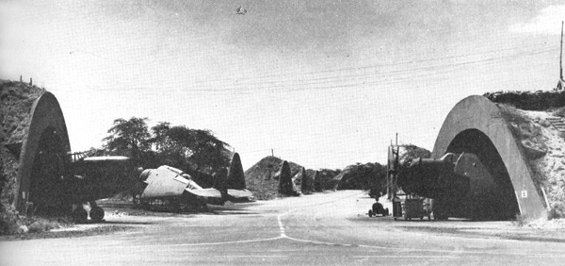
Eerste versterkte hangars op Oahu.

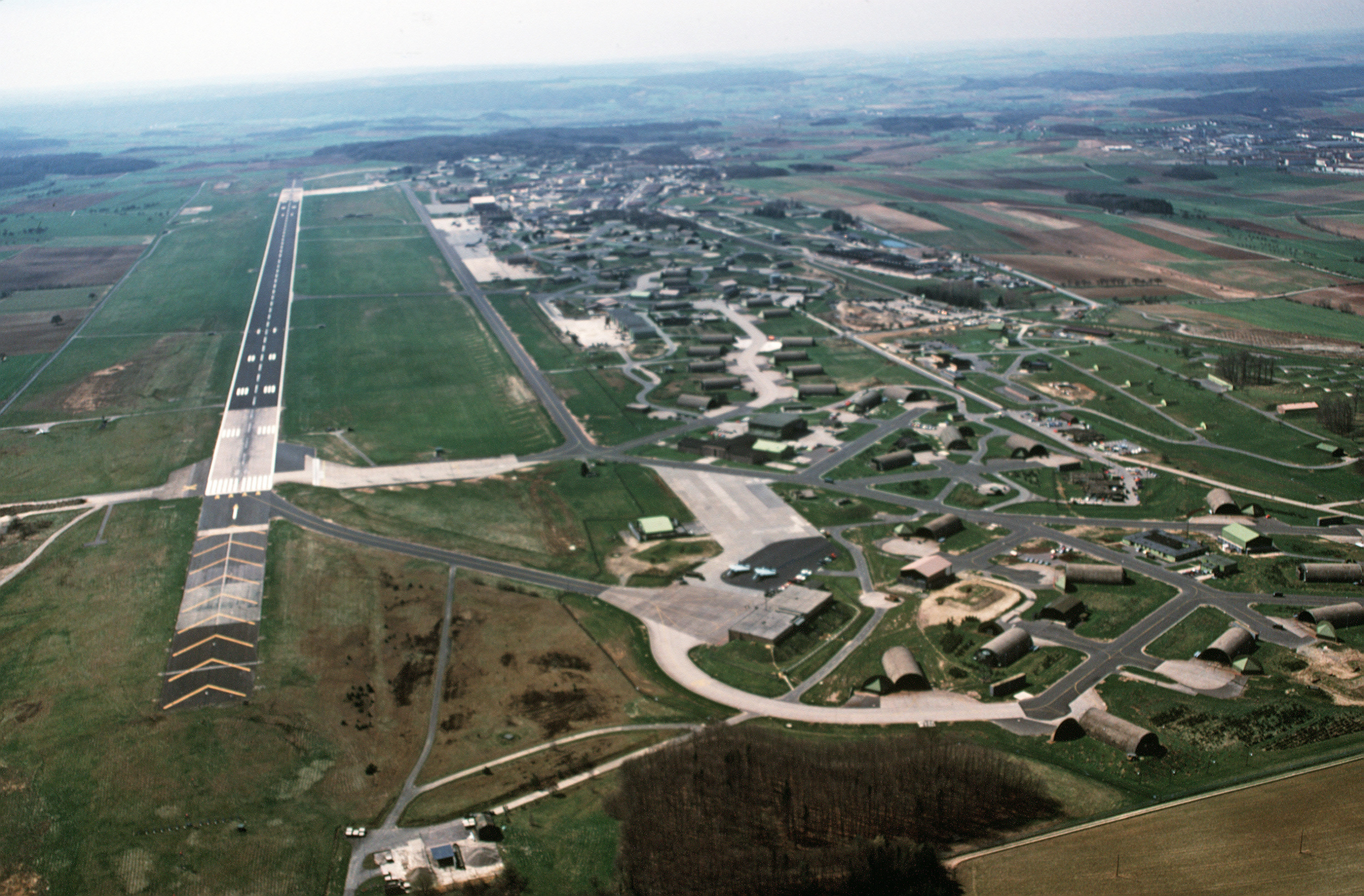
Luchtfoto Bitburg met rechtsonder diverse versterkte hangars.

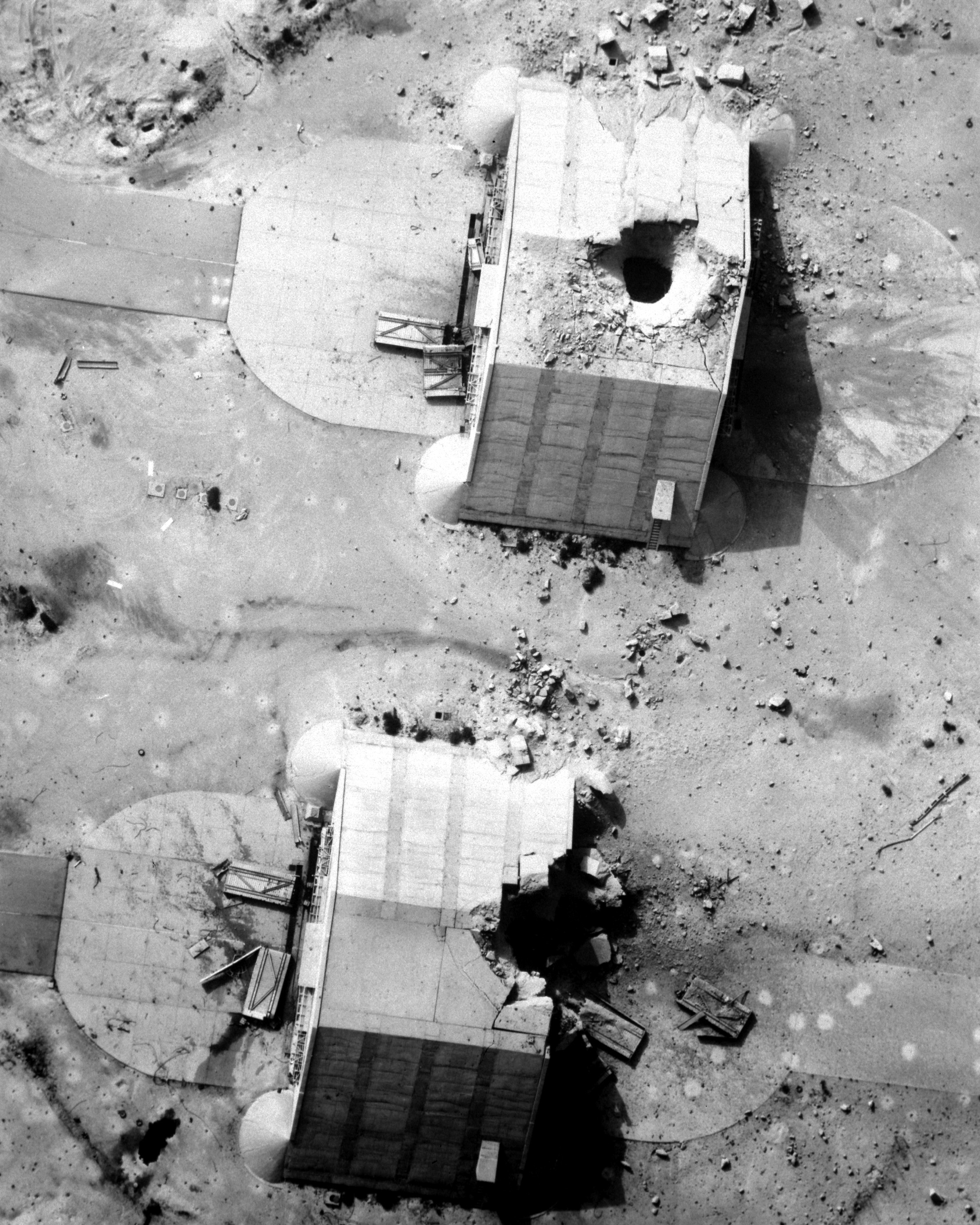
Vernietigde Iraakse hangars.

Om vliegtuigen te beschermen tegen vijandelijke aanvallen zijn diverse maatregelen mogelijk. Luchtafweergeschut is een vorm van actieve verdediging, maar er zijn ook vormen van passieve verdediging. In de Eerste Wereldoorlog was het gebruik van camouflage, verbergen en misleiding (Engels: Camouflage, Concealment and Deception) al gebruikelijk. In het interbellum en tijdens de Tweede Wereldoorlog werden vliegtuigen soms grotendeels omringd door een muur van zand, zandzakken, steen, of ander materiaal. Alleen de zijde naar de startbaan bleef open en een frontale aanval van overvliegende vijandelijke vliegtuigen maakte nog een kans van slagen. In de Koude Oorlog werd het gebruik van versterkte hangars normaal.
De eerste verharde hangar werd gebouwd bij een Amerikaanse vliegveld op Oahu. In december 1941 hadden Japanse gevechtsvliegtuigen hier alle 48 vliegtuigen op de grond vernietigd en om herhaling te voorkomen werden op het Ewa marinevliegveld zo’n 50 betonnen hangars gebouwd. Meer zijn er niet gebouwd omdat de snelle Amerikaanse opmars in de Grote Oceaan de bouw van versterkte hangars niet mogelijk maakte. In de Vietnamoorlog werden veel Amerikaanse vliegtuigen op de grond vernietigd door grondtroepen uitgerust met mortieren en raketten. In antwoord hierop startte de Amerikanen in 1968 project Concrete Sky. Diverse betonnen hangars werden gebouwd, zonder deuren, waarin de vliegtuigen veilig werden opgesteld.
Door de ervaring in Vietnam begonnen de Amerikanen ook met de bouw van versterkte hangars op andere vliegvelden zoals Bitberg, Ramstein en Soesterberg. Dit waren verbeterde versies van de hangers die in Vietnam zijn gebouwd en wel voorzien van deuren. Het beton was zo’n halve meter dik en bood bescherming tegen de directe inslag van bommen tot 250 kilogram. Tegen het einde van de Koude Oorlog hadden de Amerikanen ongeveer 1000 versterkte hangars gebouwd en het idee werd ook door andere luchtmachten opgepikt.
Met de komst van geleide wapens zijn de versterkte hangars kwetsbaar geworden. Het wapen kan nauwkeurig op de hangars worden gericht en met het verhoogde gewicht van de explosieven is de kans op vernietiging na een treffer veel groter geworden. Tijdens de Golfoorlog van 1990-1991 is dit veelvuldig gedemonstreerd. 

## Beschrijving
De shelters zijn betonnen gebouwen voor het veilig stallen van gevechtsvliegtuigen. Binnen is plaats voor een gevechtsvliegtuig en er is voldoende ruimte voor onderhoudswerkzaamheden. Veelgebruikte reserveonderdelen en gereedschappen kunnen binnen worden bewaard. De voordeuren worden geopend door deze opzij te schuiven of ze vallen naar binnen of draaien naar buiten. De vliegtuigen worden achteruit naar binnen getrokken door middel van een lier. Aan de achterzijde van de shelter zijn een of twee kleinere deuren. Deze worden geopend als het vliegtuig klaar is voor vertrek en de hete uitlaatgassen verlaten door de openstaande deuren de shelter. Hier staat vaak ook een zwaar gebouw om de uitlaatgassen te spreiden.

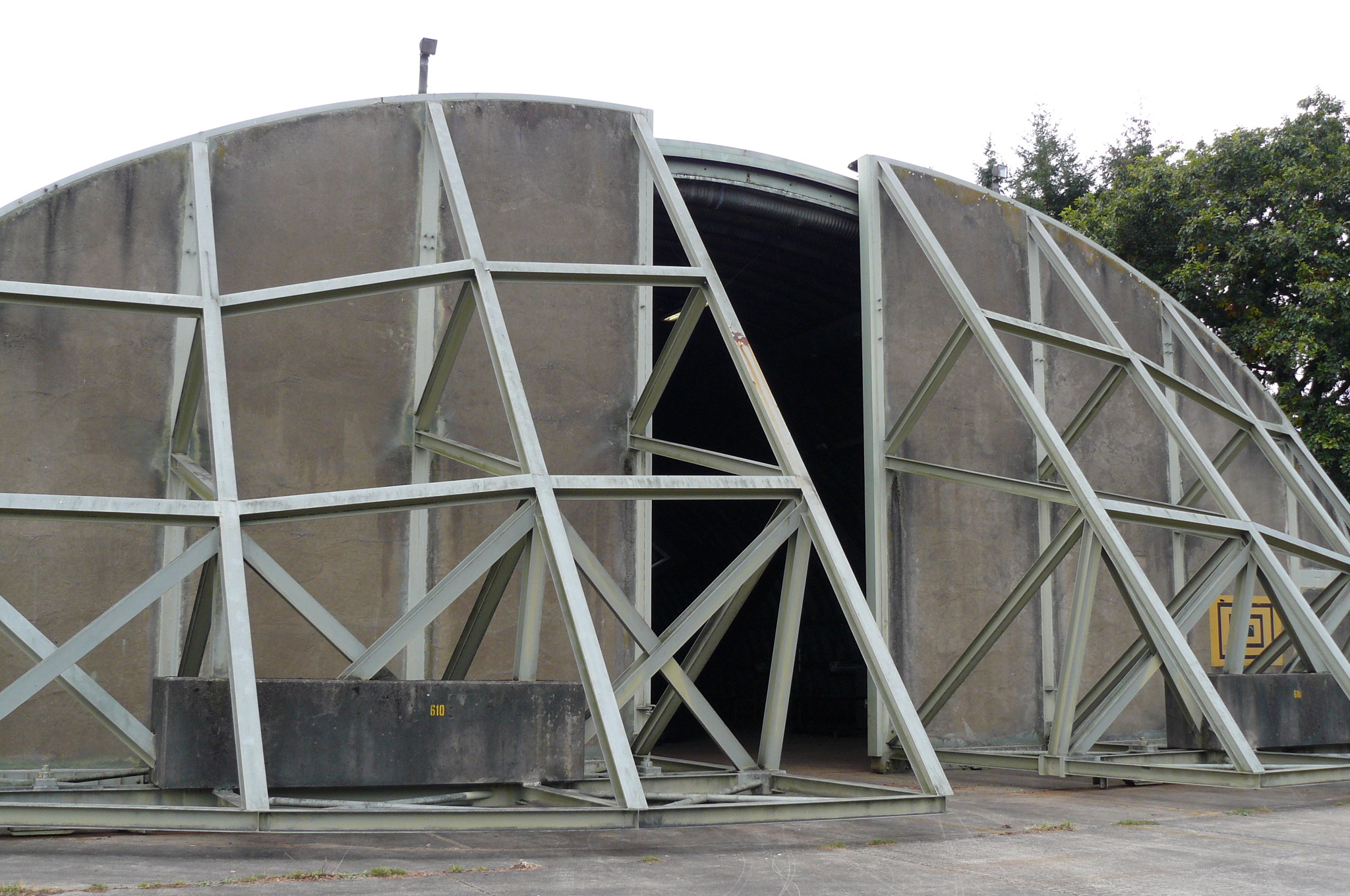
Shelterdeuren worden geopend
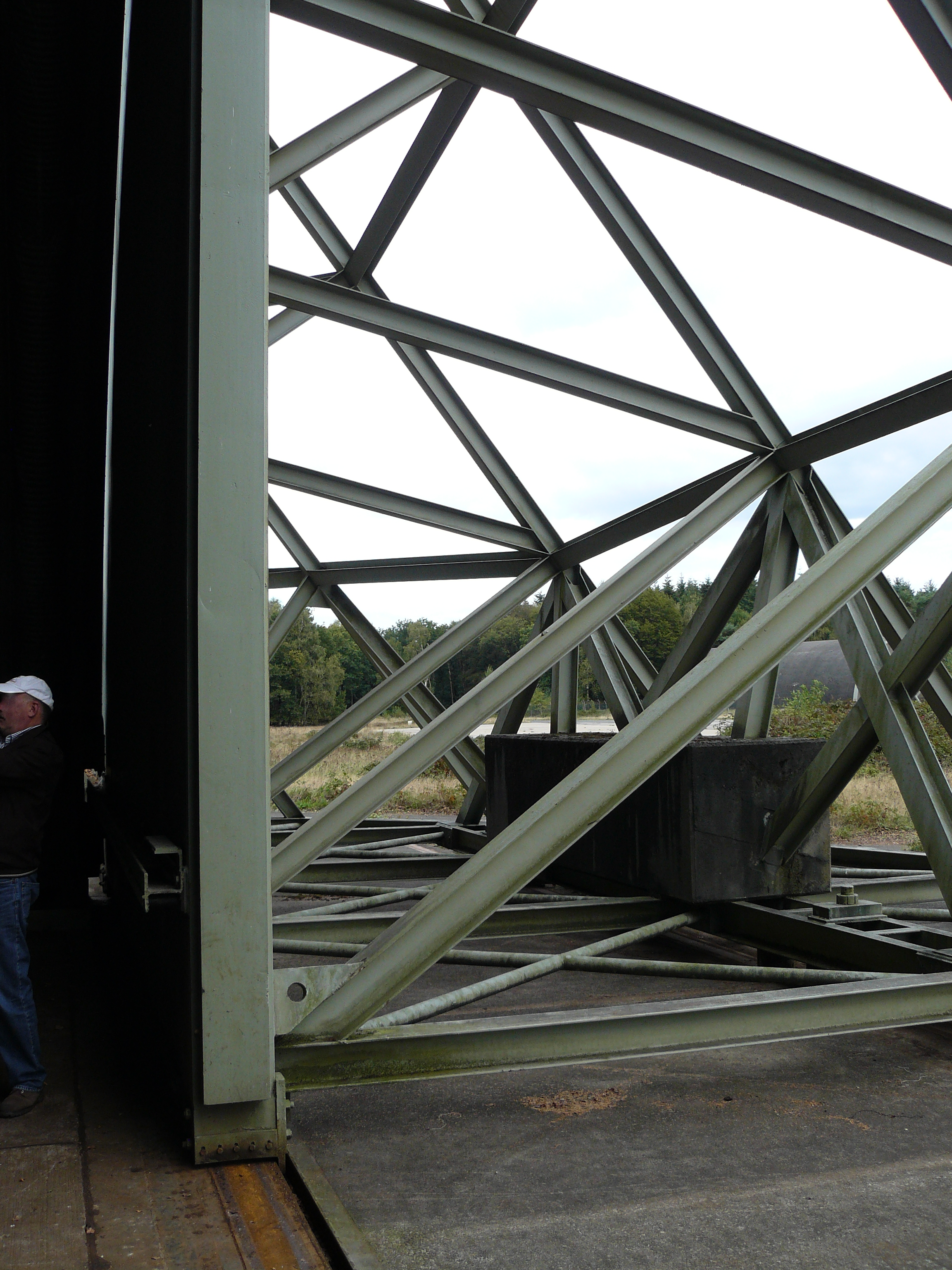
Geopende voordeur van de zijkant
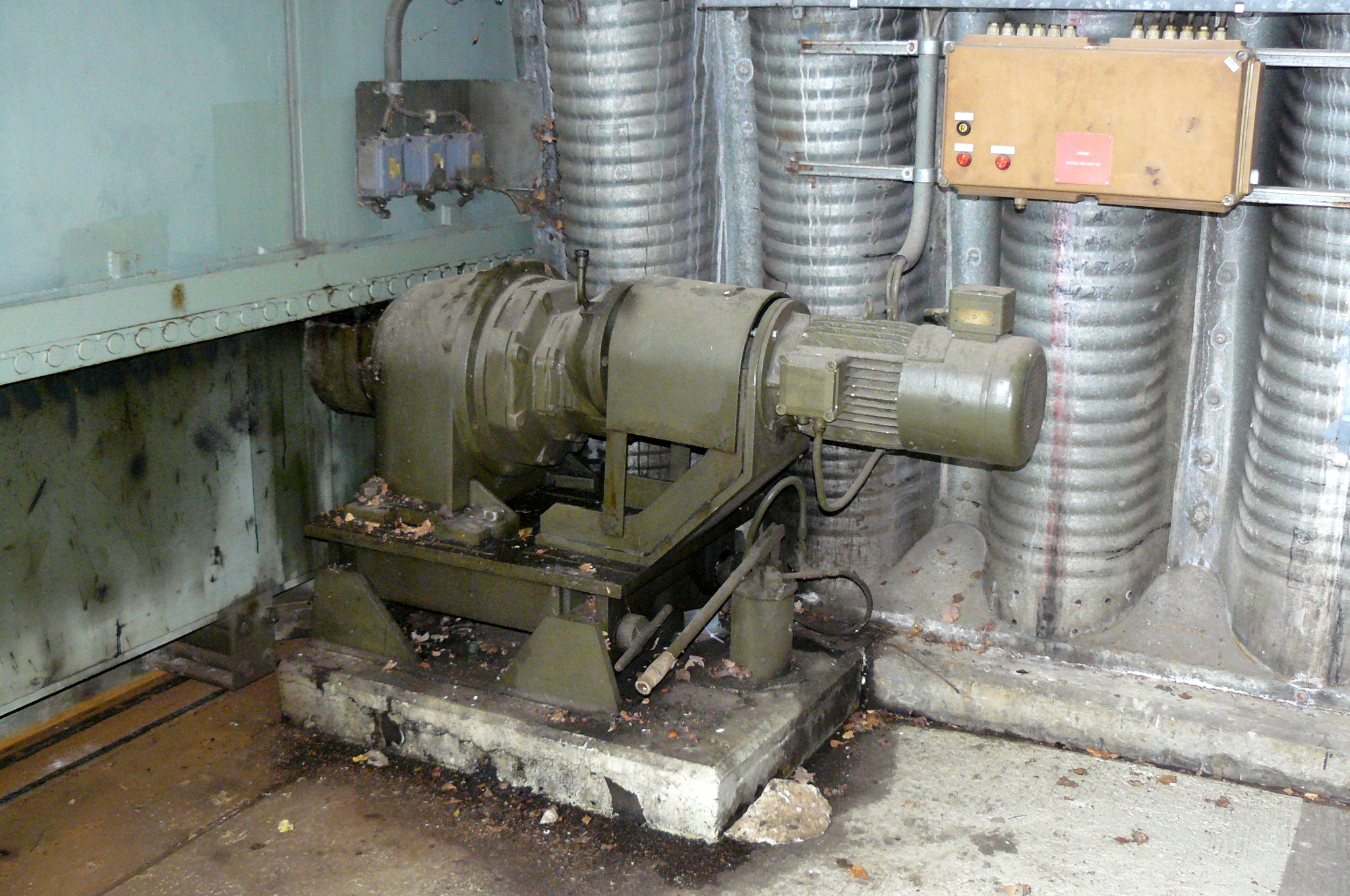
Motor voor het bedienen van de voordeuren
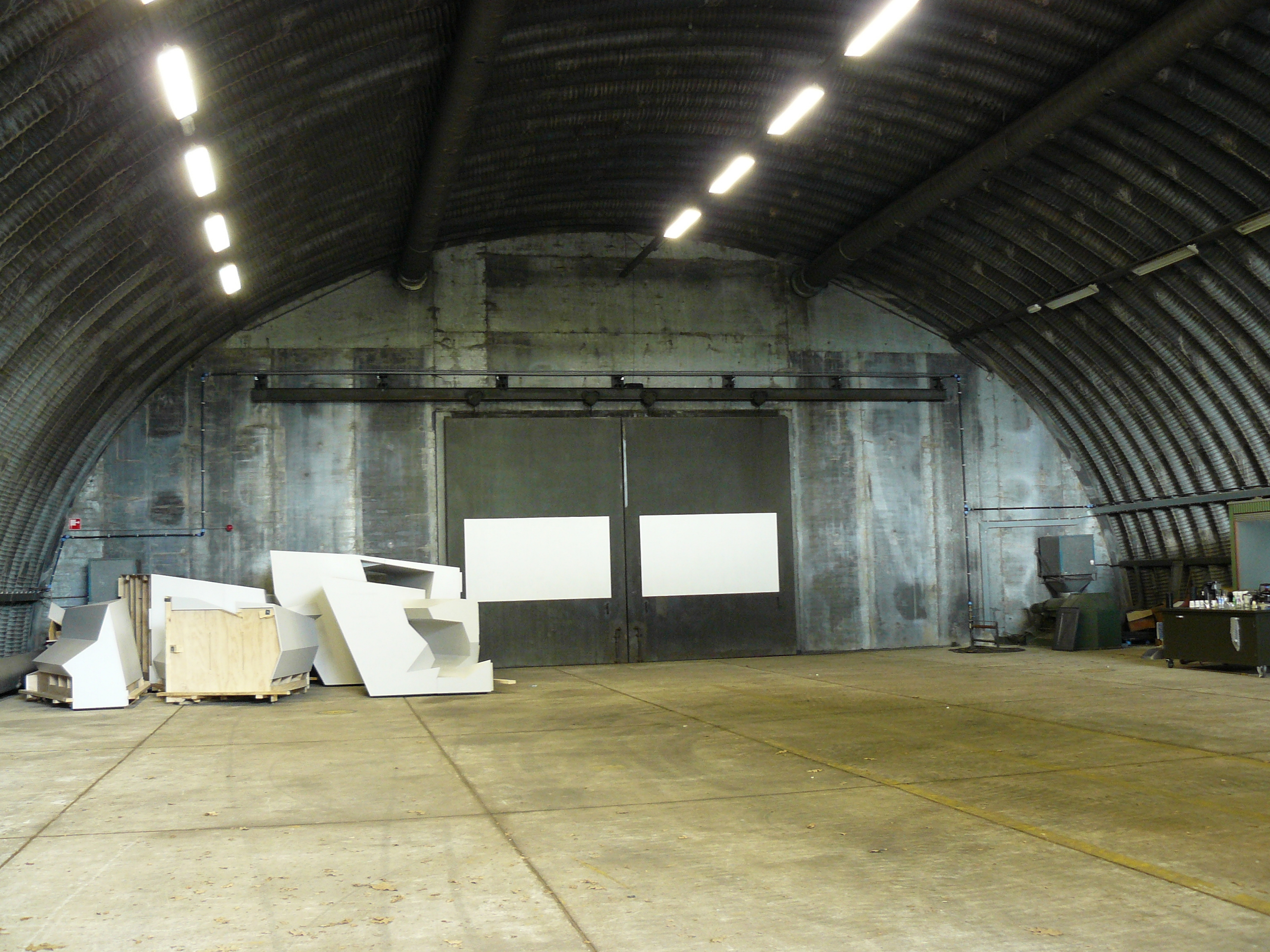
Deel van de binnenruimte met de achtermuur en schuifdeuren
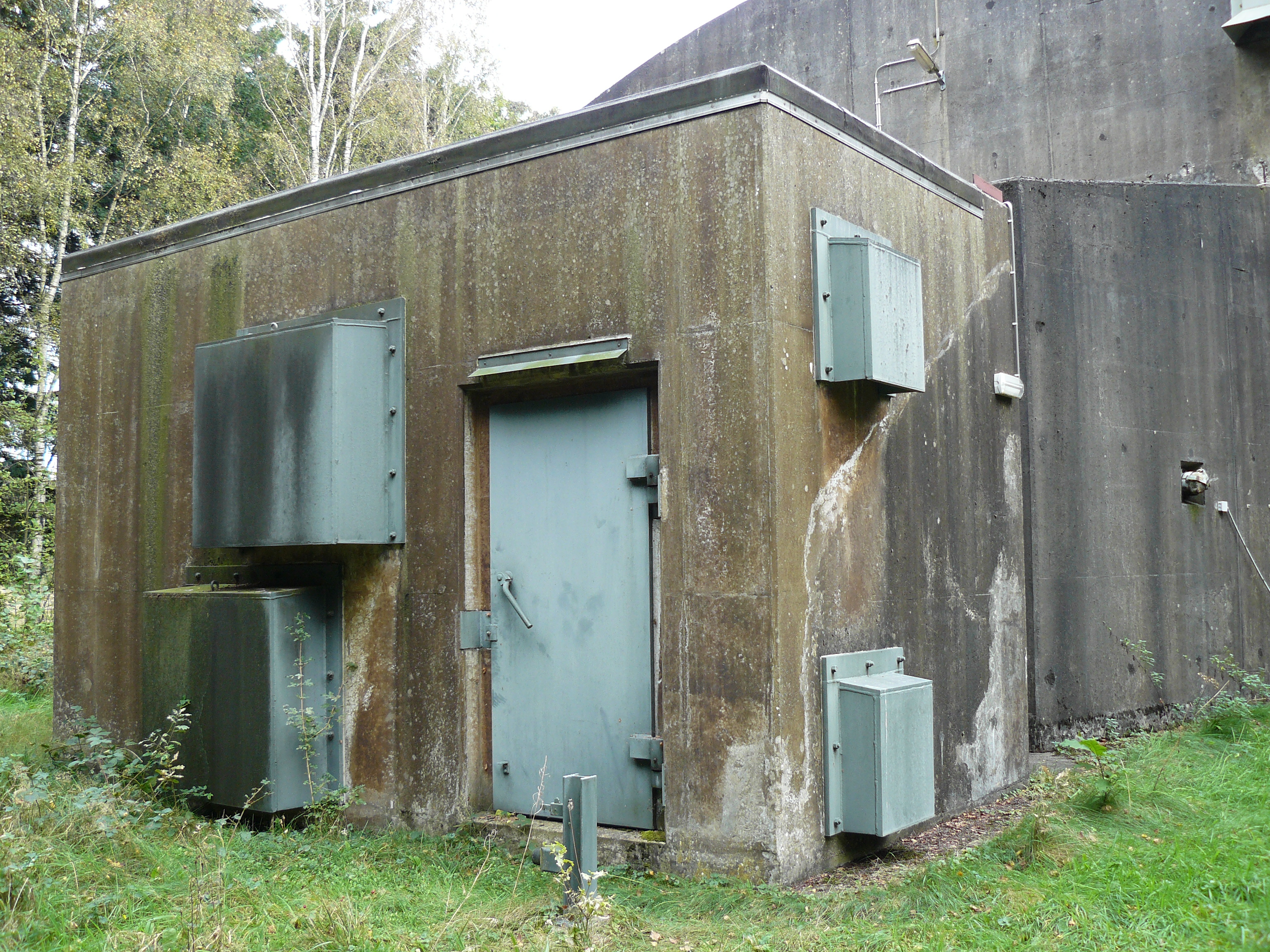
Gebouw aan de achterzijde van de shelter

## Trivia
De Noorse luchtmacht gebruikt rode tl-lampen in de shelters om de piloten vóór vertrek te laten wennen aan vluchten in het donker.